# Trainwreck (film)
Trainwreck är en amerikansk romantisk komedifilm från 2015 i regi av Judd Apatow, med manus av Amy Schumer som också spelar den kvinnliga huvudrollen. Den manliga huvudrollen spelas av Bill Hader.

## Rollista i urval
- Amy Schumer – Amy Townsend
- Bill Hader – Aaron Conners
- Brie Larson – Kim Townsend
- Colin Quinn – Gordon
- John Cena – Steven
- Vanessa Bayer – Nikki
- Ezra Miller – Donald
- Mike Birbiglia – Tom
- Tilda Swinton – Dianna
- Norman Lloyd – Norman
- Daniel Radcliffe – Hundkillen
- Marisa Tomei – Hundägaren